# Liliana Sorrentino
Liliana Sorrentino (Roma, 22 marzo 1954) è una doppiatrice, attrice e direttrice del doppiaggio italiana.

## Biografia
Sorella dell'attore e doppiatore Claudio Sorrentino, ha iniziato la sua carriera da bambina all'età di 4 anni, accompagnando il fratello ad un turno di doppiaggio. Da bambina partecipa come doppiatrice a pellicole quali Mary Poppins, Quel certo non so che e Tutti insieme appassionatamente, in cui doppia le attici Karen Dotrice (Jane Banks) e Kym Karath nei rispettivi ruoli di Maggie e Gretel.
Nel 1965 ha recitato in televisione insieme alla coppia Rina Morelli e Paolo Stoppa nella miniserie Questa sera parla Mark Twain diretta da Daniele D'Anza.
Nel 1969 ha recitato ne L'anitra selvatica di Henrik Ibsen nel ruolo di Edvig, con Renato De Carmine, Ileana Ghione, Umberto Orsini, Sergio Tofano, per la regia di Ottavio Spadaro.
Nel 1970 viene premiata come migliore attrice giovane alla XIV festa, al Teatro San Miniato per la pièce teatrale Il sonno della ragione di Antonio Buero Vallejo, con Giuliana Lojodice, Aroldo Tieri, Mino Bellei, con la regia di Paolo Giuranna.
Nel 1974 entra a far parte della Compagnia dei Giovani, insieme a Rossella Falk e Ugo Pagliai, recitando nelle commedie Trovarsi e Sei personaggi in cerca d'autore di Luigi Pirandello, per la regia di Giorgio De Lullo.
Nel periodo 1974-1984 presta la voce ad Erin Moran nella serie Happy Days.
Ha doppiato in numerose occasioni Heather Locklear e, tra le altre, ha prestato la voce a Mia Farrow, Patricia Clarkson e Cate Blanchett; attiva anche nel doppiaggio di pellicole di genere erotico, sia d'autore che commedie: ha doppiato infatti Gloria Guida in diverse occasioni ed Elisabetta Genovese ne Il Decameron di Pier Paolo Pasolini.
Nel campo dell'animazione è stata la voce di Pollon nell'anime C'era una volta... Pollon, Sayaka Yumi in Mazinga Z, Maria Fleed in Ufo robot Goldrake e Ritsuko Akagi nell'anime Neon Genesis Evangelion.

## Doppiaggio

### Film
- Gloria Guida in La minorenne, Quella età maliziosa, La novizia, Peccati di gioventù, La liceale, Fico d'India
- Patricia Clarkson in Sapori e dissapori, Main Street - L'uomo del futuro, Amici di letto, Murder One, The East, Maze Runner - Il labirinto, Maze Runner - La fuga, Maze Runner - La rivelazione
- Melody Thomas Scott in Fury, La macchina nera
- Sela Ward in Navy, L'amore bugiardo - Gone Girl
- Heather Locklear in Le ragazze dei quartieri alti[1], Looney Tunes: Back in Action
- Rosanna Arquette in Cercasi Susan disperatamente
- Lisa Blount in Ufficiale e gentiluomo
- Adrienne King in Venerdì 13
- Sônia Braga in L'inquieta
- Annie Belle in Velluto nero
- Rosemary Clooney in Arrivano le ragazze! (ridoppiaggio)
- Didi Conn in Grease
- Nathalie Baye in L'uomo che amava le donne
- Diana Sowle in Willy Wonka e la fabbrica di cioccolato (ridoppiaggio)
- Karen Dotrice in Mary Poppins
- Pamelyn Ferdin in La notte brava del soldato Jonathan
- Monique Gabrielle in Emmanuelle 5
- Elisabetta Genovese in Il Decameron
- Kevin Corcoran ne Il segreto di Pollyanna
- Camille Keaton in Cosa avete fatto a Solange?
- Andrea Martin un Bogus - L'amico immaginario
- Cherylene Lee in I tre della Croce del Sud
- Lesley Sharp ne Il diario di Anna Frank
- Jamie Smith-Jackson in Bug - Insetto di fuoco
- Cynthia Stevenson in Agente Cody Banks
- Mary Louise Weller in Animal House
- Mary Steenburgen in Tutti insieme inevitabilmente
- Peta Wilson in La leggenda degli uomini straordinari
- Cate Blanchett in Diario di uno scandalo
- Deborah Harry in Videodrome
- Valeria Golino in Ultima estate a Tangeri

### Serie televisive
- Heather Locklear in Melrose Place (1992)[2], Due uomini e mezzo[3], Melrose Place (2009)[4]
- Tess Harper in La signora in giallo
- Kathleen Kinmont in Renegade
- Kim Delaney in New York Police Department
- Erin Moran in Happy Days
- Charlene Tilton in Dallas (s. 1-6, s. 9-14) e Dallas 2012
- Sally Thomsett in Un uomo in casa
- Mary Gross in Sabrina, vita da strega
- Patricia Clarkson in House of Cards - gli intrighi del potere

### Telenovelas
- Victoria Ruffo in Natalie, Victoria
- Lourdes Berninzon in Carmin
- Natália do Vale in Happy End
- Cecilia Cenci in La forza dell'amore
- Nancy Gonzalez in Leonela
- Alicia Plaza in Capriccio e passione
- Monica De Souza Tris di cuori (miniserie brasiliana)

### Anime e cartoni animati
- Marcie in Non c'è tempo per l'amore, Charlie Brown!, È il Giorno del ringraziamento Charlie Brown, È un mistero, Charlie Brown!, Aspettando il cane di Pasqua, Sei un campione, Charlie Brown!
- Franklin in Non c'è tempo per l'amore, Charlie Brown!, È il Giorno del ringraziamento Charlie Brown
- Frieda in Preferisco Beethoven
- Titti (4ª voce) in Looney Tunes, Silvestro e Titti (solo edizione 1981)
- Betty Rubble in Gli Antenati
- Morgana MacCawber (2ª voce) in Darkwing Duck
- Giudice J.B. McBride in BraveStarr
- Pollon in C'era una volta... Pollon
- Fiorellino ne I fantastici viaggi di Fiorellino
- Noa in Bia - La sfida della magia
- Nanà (1ª voce) in Lulù l'angelo tra i fiori
- Maria (2ª voce) in UFO Robot Goldrake
- Sayaka Yumi in Mazinga Z (edizione 1980)
- Ritsuko Akagi in Neon Genesis Evangelion (edizione Dynit)
- Glinda in Il mago di Oz
- Barbara Juliet Lee in Juniper Lee
- Direttrice in Earwig e la strega

## Filmografia
- Questa sera parla Mark Twain, regia di Daniele D'Anza - miniserie TV (1965)
- L'anitra selvatica di Henrik Ibsen, regia di Ottavio Spadaro - prosa televisiva trasmessa il 20 maggio 1970[5]
- Trovarsi di Luigi Pirandello, regia di Giorgio De Lullo - prosa televisiva trasmessa il 2 maggio 1975[6]